# Melanella sarsi
Melanella sarsi är en snäckart som först beskrevs av Bush 1909.  Melanella sarsi ingår i släktet Melanella och familjen Eulimidae. Inga underarter finns listade i Catalogue of Life.